# Escatología realizada
La escatología realizada es una teoría escatológica cristiana popularizada por John Robinson, Joachim Jeremias , Ethelbert Stauffer (1902-1979) y Charles Harold Dodd (1884-1973) que sostiene que los pasajes escatológicos del Nuevo Testamento no se refieren al futuro, sino al Ministerio de Jesús y su legado duradero.: 60   
Por lo tanto, según esta perspectiva teológica, las profecías escatológicas no hablan del fin del mundo en términos absolutos sino de su renacimiento instituido por Jesús y continuado por sus discípulos, un fenómeno histórico (en lugar de transhistórico).
Los partidarios de esta perspectiva teológica sostienen que lo que Jesús dijo e hizo es de mayor importancia que cualquier expectativa mesiánica.
Se trata de una perspectiva teológica que se opone a la escatalogía consistente. Sin embargo, la "escatología inaugurada" intenta conciliar las tesis defendidas por las dos perspectivas opuestas.

## Crítica
El teólogo John Walvoord afirma que la tesis de la escatología realizada es típica de los defensores del cristianismo liberal que prefieren enfatizar el amor y la bondad de Dios mientras rechazan la noción de juicio. Por otro lado, el profesor de teología David Wheeler sugiere que la escatología debería tratar sobre estar involucrado en el proceso de convertirse en lugar de esperar que fuerzas externas y desconocidas produzcan destrucción.